# 骨幹網
骨幹網或核心网是计算机网络的一部分，它将各個网络相互连接起来，使得不同的局域网或子网之间能進行信息交换。骨幹網可以将同一建筑物内、校園环境中不同建筑物内或广大区域内的不同网络连接在一起。通常情况下，骨幹網的容量要大于与其相连的网络容量。
一个拥有许多辦公地点的大公司可能会有一个骨幹網，需要将所有的辦公地点联系在一起。例如如果該公司一个服务器集群需要被位于不同地理位置的公司的不同部门访问，那麼将公司的不同部门连接在一起的网络连接（例如：以太网、无线網絡）通常被称为骨幹網。在设计骨幹網的时候，往往会考虑到拥塞控制的问题。